# Guerra civile spagnola nella cultura popolare
La guerra civile spagnola è uno degli eventi del XX secolo che ha interessato notevolmente la ricerca storiografica, tanto che nel 2007 lo storico spagnolo Manuel Blanco Rodríguez ha calcolato che esisterano in quel momento all'incirca 40 000 pubblicazioni riguardanti tale vicenda. Nonostante ciò, lo studio degli eventi accaduti tra il 1936 e il 1939 in Spagna sono ancora oggetto di studio: fino alla caduta del regime di Francisco Franco l'approccio metodologico fu politicamente orientato per creare un'immagine giustificatoria nei confronti dell'operato dei nazionalisti durante e dopo la guerra civile, mentre l'avvento della democrazia in Spagna nel 1975 ha imposto un carattere dominante impostato sulla necessità di una pacificazione e dalle necessità dettate dalla guerra fredda, che imponevano di condannare in maniera equivalente le due parti in conflitto.
La pubblicazione di studi, articoli, romanzi, documentari e materiale riguardante la guerra civile spagnola dunque non è finita, e in questa voce vengono elencate alcune delle pubblicazioni e delle opere, letterarie e non, più famose riguardanti tale conflitto.

## Letteratura
- Omaggio alla Catalogna di George Orwell
- Per chi suona la campana di Ernest Hemingway
- Lungo petalo di mare di Isabel Allende
- Soldati di Salamina di Javier Cercas
- Inés e l'allegria di Almudena Grandes

## Filmografia
- Carmen fra i rossi
- Il labirinto del fauno
- Ballata dell'odio e dell'amore
- Le 13 rose
- L'assedio dell'Alcazar
- Los girasoles ciegos
- Per chi suona la campana
- Terra e libertà
- ¡Ay, Carmela!
- ...e venne il giorno della vendetta
- Hemingway & Gellhorn
- Una vita venduta
- Libertarias
- Le ragazze del centralino (serie Netflix)
- La spina del diavolo
- Mientras dure la guerra

## Musica
- A las barricadas
- La Internacional
- Bandera Roja
- Spanish Bombs dei The Clash
- For Whom The Bell Tolls dei Metallica

## Fotografia
- Gerda Taro
- Robert Capa